# معادله تائوک

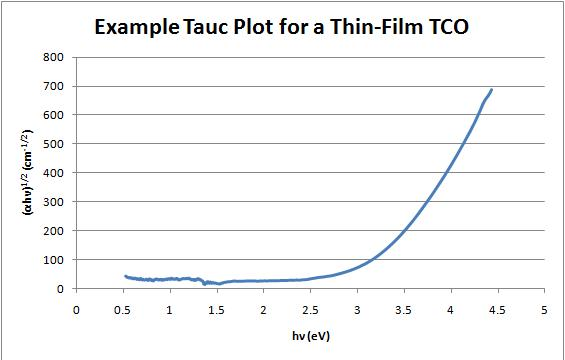
نمونه‌ای از نمودار تائوک برای یک اکسید رسانای شفاف

معادله تائوک (Tauc) یک روش پرکاربرد برای تخمین انرژی باند گپ نوری مواد آمورف و نامنظم بر اساس طیف جذب UV-Vis آنها است. این معادله به صورت: εhν = C(hν – Eg)^n بیان می شود، که ε ضریب جذب ماده، hν انرژی فوتون، n توانی است که به ماهیت انتقال های الکترونیکی در ماده بستگی دارد(معمولاً 1/2 یا 2 در نظر گرفته می شود)، Eg انرژی باند گپ نوری یا نوار ممنوعه است، و C یک ثابت تناسب است.
برای تعیین انرژی باند گپ با استفاده از معادله Tauc، باید (εhν) را به عنوان تابعی از انرژی فوتون hν رسم کرد و بخش خطی منحنی را به محور x، که با مقدار انرژی گپ باند مطابقت دارد، برون یابی کرد. معادله Tauc یک ماده باند مستقیم را فرض می‌کند، به این معنی که حداقل انرژی مورد نیاز برای انتقال الکترون بین نوارهای هدایت و ظرفیت صفر است.
لازم به ذکر است که معادله Tauc یک تقریب است و ممکن است به طور دقیق انرژی گپ واقعی یک ماده را نشان ندهد، به خصوص اگر ماده بی شکل یا بی نظم نباشد. روش‌های دیگر، مانند محاسبات تئوری تابعی چگالی (DFT) یا اندازه‌گیری رسانایی نوری، ممکن است برای مواد کریستالی یا سفارشی مناسب‌تر باشند.
به طور خلاصه، معادله Tauc روشی برای تخمین انرژی باند گپ نوری مواد آمورف و بی نظم بر اساس طیف جذب UV-Vis آنها است. این روش شامل رسم ضریب جذب به عنوان تابعی از انرژی فوتون و برون یابی بخش خطی منحنی برای تعیین انرژی باند گپ است. با این حال، باید با احتیاط از آن استفاده کرد و ممکن است به طور دقیق انرژی باند گپ واقعی همه انواع مواد را نشان ندهد.